# McLaren MCL32
A McLaren MCL32 egy Formula–1-es versenyautó, mely a 2017-es Formula–1 világbajnokság során volt a McLaren-csapat autója. Az autókat a kétszeres világbajnok Fernando Alonso és az előző évadban egy verseny erejéig már bemutatkozó Stoffel Vandoorne vezették, illetve egy verseny erejéig az Alonsót helyettesítő Jenson Button.
1980 után (a McLaren M30-ast követően) ez az első McLaren, mely nem a Ron Dennis által fémjelzett MP4 (Marlboro/McLaren Project Four) szisztéma szerint került elnevezésre (bár a fejlesztés során még MP4-32 volt a neve). A változást a csapat új tulajdonosi köre hozta magával, nekik köszönhető a klasszikus színvilág visszatérése: a csapat narancssárga-fekete-fehér színben versenyzett. A Honda a motorját az előző éviekhez képest teljes egészében áttervezte: a saját fejlesztési elvek helyett a Mercedes megoldását másolták le. Ez azonban elhibázott lépés volt: az autó még az előző két évhez képest is abszolút versenyképtelen volt a motor hibái miatt - aerodinamikai szempontból ennek ellenére kiváló konstrukció volt. Az idény végén szerződést bontottak a Hondával a Renault kedvéért, így mindössze három, a csapat szempontjából pocsék év után véget ért a második McLaren-Honda korszak.

## Fejlesztés
A 2017-es évben az FIA eltörölte a motorfejlesztési zsetonrendszert, aminek köszönhetően egész évben szabadon, a büntetés veszélye nélkül lehetett fejleszteni a motorokat. Az ultra-kompakt megoldást lecserélték a Mercedes által fejlesztett motorra hasonlóra, elvetve így az előző két év irányvonalát. Haszegava Juszuke, a Honda projektmenedzsere ezt kockázatos, de szükséges lépésnek nevezte, mert véleményük szerint ez volt az egyetlen módja a Mercedes utolérésének. A fejlesztés nem várt buktatókat hozott magával: a motor annyi gyermekbetegséggel küzdött, hogy a szezon elején rendezett tesztek során értékelhető teljesítményt alig tudtak nyújtani. Mivel nem tudták kiértékelni a szükséges adatokat, ezért vaktában kellett kijavítani a hibákat az Ausztrál Nagydíjig, melyen biztos, ami biztos, a motor teljesítményét letekerték. A szezon elején nyújtott katasztrofális teljesítmény miatt a Honda az év közepére ígérte a B-erőforrást. A Spanyol Nagydíj idejére fejtették meg, hogy a hibák jelentős részének oka a túl erős vibráció. A motor erőtlensége és hibái mellett az MGU-H rendszer volt meghibásodásra rendkívül hajlamos.
A csapat hosszú évekig a Mobil 1 partnere volt, ez a partnerség megszűnt ebben az évben, helyette a BP üzemanyagát használták.

## Évad
A szezont megelőző tesztek során már kiderült, hogy a motor gyenge és megbízhatatlan, mellyel kapcsolatban Fernando Alonso elégedetlenül fejtette ki, hogy a fejlesztés során a gyár amatőr hibákat vétett. Mindössze harmadannyi kört tettek meg a tesztnapokon, mint a legeredményesebb Mercedes, ráadásul ez idő alatt több motort használtak el, mint az egész idényben megengedett négy. Állítólag ekkor már komolyan felmerült a motorpartner lecserélése, de a pletykákat cáfolták.
Ausztráliában Alonso kiesett, Vandoorne pedig utolsóként fejezte be a futamot. Alonso nem rejtette véka alá a véleményét, és közölte, hogy a McLaren annyira versenyképtelen, hogy ha nem esnek ki előlük elegen, még pontot sem szerezhetnek az idényben. Emellett nyomatékosan felhívta a csapat figyelmét, hogy ez csak rosszabb lesz, úgyhogy szedjék össze magukat. Kínában bevetettek egy újítást, az autó hátsó részére szerelt T-szárnyat, melyet végül leszereltek, mert nem vált be - a futamon egyébként mindketten kiestek. A későbbiek során sem javult a helyzet: Bahreinben Alonso a rádión keresztül szidta csapatát, hogy még sosem versenyzett ennyire gyenge autóval. Már a negyedik, orosz futamtól kezdve büntetéseket kaptak: Vandoorne 15 helyes hátrasorolást, mert túl sok alkatrészt cseréltek az autójában. Alonso eközben negyedszerre sem tudta befejezni a futamot, de Spanyolországban fantasztikus versenyt futva kihozta a maximumot, és a 12. helyen ért célba. Monacót kihagyta, ugyanis az éves Indianapolis 500-as futamon indult. Helyette Jenson Button ugrott be. Az időmérő remekül sikerült, ugyanis mindkét McLaren bejutott a Q3-ba, ám a futam nem alakult túl fényesen: mindketten kiestek két baleset miatt. Hat verseny után is pont nélkül állt a csapat, miközben az összes többi csapatnak volt már legalább egy pontja - ilyen rosszul még sosem kezdte az évet a McLaren. A rossz forma tovább folytatódott Kanadában is: Alonso nyíltan kimondta, hogy szeptemberben dönt, marad-e a csapatnál, ahhoz, hogy biztosan maradjon, futamot kellene nyerniük. A versenyen aztán a negyedik helyen is autózott Alonso két körrel a vége előtt kiesett a 10. helyről.
Az első pontokat a kaotikus azerbajdzsáni futamon sikerült megszerezni egy kilencedik hellyel, majd az ezt követő két futam megint rosszul sikerült: kiesésekkel és pontszerzés nélkül. A Brit Nagydíjon aztán a fejlesztések érdekében bevállalták a büntetést, hogy a Magyar Nagydíjon teljesítsenek jól. Ez sikerült is: kettős pontszerzést könyvelhetek el, és Alonso megfutotta a verseny leggyorsabb körét. Az ezt követő szezonközi teszten bemutatkozott egy újonc pilóta is: Lando Norris, aki ígéretes teljesítményt nyújtott.
A nyári szünetről visszatérve Belgiumban Alonso ismét kiesett, bár ez vitatható, ugyanis a futam vége előtt önként állt ki, motorhibára hivatkozva.Korábbi rádiós üzenetei alapján azonban elképzelhető, hogy csak csapatának akart üzenni ezzel. Olaszországba a gyenge motor miatt az esélytelenek nyugalmával érkeztek, és bár Alonso ígéretesen kezdett, végül mindketten feladták a versenyt. Kínában Alonso ismét kiesett, de Vandoorne a hetedik helyével újabb pontokat szerzett, melyet Malajziában is meg tudott ismételni. A hazainak számító japán futam is pocsék volt, viszont történt pozitív változás is: innentől kezdve a McLaren képes volt önerőből bekerülni a Q3-ba időmérő edzésen. Ígéretesnek tűnt az USA nagydíja is, ahol Alonso szenzációsat rajtolt, és a dobogó közelébe is került, de féltávnál fel kellett adnia a versenyt. Mexikóban aztán egy tizedik hellyel pontot szerezhetett. Brazíliában rögtön a rajt után Vandoorne-t két oldalról is közrefogták, minek köszönhetően a kormánymű tönkrement és fel kellett adnia a versenyt. Alonso ezzel szemben ismét nagyszerűen rajtolt, és jó futama is volt, de a motor gyengesége miatt nem tudta tartani a tempót, le is előzték többen, így csak nyolcadik lett. A szezonzáró futamon Alonso szerzett még két pontot, így a csapat 30 ponttal a kilencedik helyen zárta a bajnokságot.

## Eredmények
| 2017 | McLaren | Honda RA617H | P |                   |    |    |     |    |    |    |     |    |    |    |    |    |     |    |    |    |    |    |    |    |    |    |
| 2017 | McLaren | Honda RA617H | P | Fernando Alonso   | Ki | Ki | 14† | Ni | 12 |    | 16† | 9  | Ki | Ki | 6  | Ki | 17† | Ki | 11 | 11 | Ki | 10 | 8  | 9  | 30 | 9. |
| 2017 | McLaren | Honda RA617H | P | Jenson Button     |    |    |     |    |    | Ki |     |    |    |    |    |    |     |    |    |    |    |    |    |    | 30 | 9. |
| 2017 | McLaren | Honda RA617H | P | Stoffel Vandoorne | 13 | Ki | Ni  | 14 | Ki | Ki | 14  | 12 | 12 | 11 | 10 | 14 | Ki  | 7  | 7  | 14 | 12 | 12 | Ki | 12 | 30 | 9. |

Megjegyzés:
- † – Nem fejezte be a futamot, de rangsorolva lett, mert teljesítette a versenytáv 90%-át.